# Soroti (district)
Soroti is een district in het oosten van Oeganda. Soroti telt 371.986 inwoners op een oppervlakte van 2257 km². Hoofdstad is de stad Soroti.
Het district bestaat uit 3 counties (Gweri, Soroti en Dakabella), 12 sub-counties, 54 gemeenten (parishes) en telt 359 dorpen.
Ongeveer 80% van de bevolking leeft van de landbouw.

## Geschiedenis
In 1904 werd er door de Britse koloniale overheid een administratiepost geopend in Soroti. In 1912 werd Soroti de hoofdplaats van de toenmalige regio Teso. In 1914 werd er een eerste rooms-katholieke parochie gesticht in het district door missionarissen van Mill Hill, in de plaats Madera. In  1934 werd daar een gezondheidspost en in 1939 werd daar ook een klooster geopend. Tussen 1986 en 1992 werd de streek geteisterd door een gewapende opstand van de Karimojong, met onder andere veediefstallen en vluchtelingenstromen. In 2003 werd de streek dan weer geteisterd door het Lord’s Resistance Army.